# Platnickina punctosparsa
Platnickina punctosparsa là một loài nhện trong họ Theridiidae.
Loài này thuộc chi Platnickina. Platnickina punctosparsa được James Henry Emerton miêu tả năm 1882.